# Teucholabis rhabdophora
Teucholabis rhabdophora är en tvåvingeart som beskrevs av Alexander 1942. Teucholabis rhabdophora ingår i släktet Teucholabis och familjen småharkrankar.
Artens utbredningsområde är Ecuador. Inga underarter finns listade i Catalogue of Life.